# لايمن (بادن)
لايمن (بالألمانية: Leimen (Baden)) هي Grosse Kreisstadt، مدينة وبلدة ألمانية تقع في ألمانيا في بادن الجنوبية.

## المدن التوأمة
مدن Mafra، Tinqueux، Tigy، Cernay-lès-Reims وCastanheira de Pera هي مدن توأمة لـلايمن (بادن).

## أعلام
- بيرت هيلنجر
- بورس بيكر
- ميخائيل بيتر